# Nino Konis Santana
Nino Konis Santana, per intero José (Zé) Conisso António Santana (Vero, 12 gennaio 1957 – Ermera, 11 marzo 1998), è stato un politico est-timorese.

## Biografia
Nino Konis nacque nella zona orientale dell'isola di Timor quando questa era ancora una colonia portoghese ed apparteneva all'etnia dei Fataluku.
Ricevette la sua formazione in una scuola cattolica e lavorò nella regione ov'era nato come insegnante fino alla invasione Indonesiana del dicembre 1975.
Dal 1974 al 1975 Konis fu a capo dell'organizzazione studentesca est-timorese UNETIM, legata al partito FRETILIN. Come membro della Commissione elettorale egli preparò le elezioni nella Timor portoghese, che ebbero il loro test a nel distretto di Lautém il 13 marzo 1975 e i candidati del movimento di liberazione e partito politico FRETILIN ottennero la maggioranza dei voti. Il FRETILIN proclamò quindi il 28 novembre 1975 l'indipendenza di Timor Est dal Portogallo e la nascita della Repubblica Democratica di Timor Est, ma pochi giorni dopo truppe Indonesiane attraversarono il confine ed invasero la neonata repubblica, sostenendo l'annessione di Timor-Est all'Indonesia.
Konis si unì quindi alla resistenza antindonesiana, che si era arroccata sui monti dell'isola e divenne rappresentante della Regione militare di Lospalos. Dopo l'abbandono del campo base avvenuto nel 1981, egli divenne membro del gruppo di contatto, che era diretto dal Comandante in capo del FALINTIL (l'esercito indipendentista associato al FRETILIN) Xanana Gusmão. Nel 1982 Gusmão nominò Konis suo assistente.
Nel 1988 egli divenne uno dei tre rappresentanti di Ma'huno Bulerek Karathayano, segretario del Comitato direttivo del FRETILIN (CDF). Nel 1990 Konis incappò in un posto di blocco indonesiano e venne in quell'occasione ferito da colpi di arma da fuoco al collo, ad una coscia e ad un piede. Nel 1991 stabilì la sua base nel distretto di Ermera, poiché era in programma l'estensione della lotta militare al territorio indonesiano di Timor Ovest. Qui Konis fece costruire una cappella dedicata alla Madonna di Fátima.
Allorché nel novembre del 1992 Gusmão fu catturato dagl'indonesiani, alla guida del FALINTIL  gli subentrò Ma'huno e Konis divenne membro del Comitato Politico-Militare. Nell'aprile dell'anno successivo anche Ma'huno cadde in mano indonesiana e Konis divenne comandante del FALINTIL. Nel FRETILIN egli occupava la carica di segretario del Comitato Direttivo.
L'11 marzo 1998, nel tentativo di raggiungere arrampicandosi un rifugio segreto, avvolto dalla nebbia, cadde e perse la vita (probabilmente fu la presenza della pallottola rimastagli nella coscia dopo la sparatoria del 1990 a provocargli la caduta). Egli venne sepolto subito dopo la morte a Mertuto.
Il 9 novembre 2012 la sua salme venne riesumata. Dopo una tradizionale cerimonia a Lospalos, la sua salma venne inumata il 20 dicembre nel Cimitero Nazionale di Metinaro.
Il primo Parco Nazionale di Timor Est a Mutuala, sua città natale, venne nel 2007 a lui intitolato.
Gli succedette al comando del FALINTIL Taur Matan Ruak.